# Pignolata
La pignolata (au pluriel : pignolati, en langue sicilienne : pignulata), ou pignolata glassata est une pâtisserie italienne, originaire de Sicile, province de Messine, qu'on trouve aussi en Calabre. Elle a obtenu la certification PAT.

## Caractéristiques
La pignulata glassata (glacée) est une pâte molle, couverte de chocolat et citron et parfumée au sirop de cerise. Cette pâtisserie est servie avec deux portions placées côte à côte, recouvertes par un glaçage dont la moitié est d'un arôme et l'autre moitié d'une autre saveur. Le nappage durcit quand le pignolata est prête à être servie. Chaque pâtisserie est servie pour plusieurs personnes et est destinée à être coupée en petites parts.
Les pignolati (boules de miel), similaires aux struffoli sont des petites portions en forme de petites boules de pâte frite, comme de grosses perles qui sont trempées dans du miel chaud et saupoudrées d'amandes hachées ou de noisettes. Avant de les servir, ils sont disposés en forme de couronne sur une plaque avec des noix hachées saupoudrées dessus.
Il faut distinguer :
- la pignolata glassata, pâtisserie glacée typique de la province de Messine et de Reggio de Calabre ;
- la pignolata al miele (pignolata au miel), typique des zones du Mezzogiorno.

## Ingrédients
Les ingrédients sont les œufs, le sucre, la farine commune pour saupoudrer la pâte, le citron fraîchement râpé, un zeste de citron (facultatif), de l'huile de canola pour frire, du miel (fleur de trèfle ou orange) et éventuellement un zeste d'orange fraîchement râpé.